# Дрімлюгоподібні
Дрімлюгоподібні (Caprimulgiformes) — ряд нічних або присмеркових птахів невеликого або середнього розміру (маса 50-700 г), поширених по всьому світу крім Антарктиди, із найбільшим числом видів у теплих районах. Зазвичай це комахоїдні птахи.

## Класифікація
Класифікація птахів, що утворюють ряд є суперечливою і важкою.
Родини Steatornithidae і Podargidae інколи відокремлюють у власні ряди.
- Родина Еготелові (Aegothelidae)
- Родина Гуахарові  (Steatornithidae) — включають в Steatornithiformes
- Родина Білоногові (Podargidae) (14 видів в 3 родах)  — інколи відокремлюють в ряд Podargiformes
- Родина Потуєві  (Nyctibiidae) (7 видів в 1 роді)
- Родина Дрімлюгові (Caprimulgidae)